# Ārpā Darreh
Ārpā Darreh (persiska: آرپادَرَه, آرپِه دَرِّه, اَرپَ دَرِّه, آرپا درّه, Ārpādarah) är en ort i Iran.   Den ligger i provinsen Hamadan, i den nordvästra delen av landet, 240 km väster om huvudstaden Teheran. Ārpā Darreh ligger 2 107 meter över havet och antalet invånare är 955.
Terrängen runt Ārpā Darreh är kuperad åt nordost, men åt sydväst är den platt.Runt Ārpā Darreh är det ganska glesbefolkat, med 47 invånare per kvadratkilometer. Ārpā Darreh är det största samhället i trakten. Trakten runt Ārpā Darreh består i huvudsak av gräsmarker.